# Hryń Hankewycz
Hryń Hankewycz (Grzegorz Hankiewicz, Hryć Hankewycz, ur. 1891 - zm. po wrześniu 1941 w łagrze w ZSRR) – ukraiński działacz polityczny i społeczny, adwokat, działacz Ukraińskiego Zjednoczenia Narodowo-Demokratycznego (UNDO), poseł na Sejm RP V kadencji (1938-1939).
Syn Izydora. Ukończył studia prawnicze w Wiedniu i Pradze zakończone doktoratem. Prowadził kancelarię adwokacką w Śniatyniu. Był tam członkiem Rady Miejskiej i zarządu miasta. Pracował w ukraińskich organizacjach społeczno-oświatowych i działał w UNDO. W wyborach 1938 roku wybrany do Sejmu RP z okręgu wyborczego nr 67 - Kołomyja. Był posłem Ukraińskiej Reprezentacji Parlamentarnej, pracował w komisji skarbowej Sejmu. Po agresji ZSRR na Polskę we wrześniu 1939 roku aresztowany przez NKWD. Nie został zwolniony w wyniku układu Sikorski-Majski. Prawdopodobnie we wrześniu 1941 został przewieziony do Siewżeldorłagu w Kniażpogost w Komi ASRR (budowa linii kolejowej Kotłas - Workuta). Dalsze losy i okoliczności śmierci pozostają nieznane.